# 普罗维登斯 (美国电视剧)
《普罗维登斯》（英語：Providence）是一部美国醫療劇，由约翰·马修斯创作，于1999年1月8日至2002年12月20日在美国全国广播公司（NBC）播出，一共五季，总共有96集。